# کوسه‌اوشاغی (چلیخان)
کوسه‌اوشاغی (به ترکی استانبولی: Köseuşağı) یک منطقهٔ مسکونی کردنشین در ترکیه است که در چلیخان واقع شده‌است.